# Бакин, Дмитрий Геннадиевич
Дми́трий Генна́диевич Бочаро́в (псевдоним Ба́кин; 13 января 1964, Чистяково — 7 апреля 2015, Москва) — русский писатель. 

## Биография
Родился в семье журналиста и писателя Геннадия Николаевича Бочарова (род. 1935) в городе Чистяково Донецкой области.
После школы работал санитаром в больнице. В 1982–1984 годах служил в Советской армии. Затем до конца жизни работал водителем. Высшего образования не имел. До вступления в брак жил вместе с родителями. Затем жил в Москве в Дорогомилово. 
Вёл непубличный образ жизни: получив премию журнала «Огонёк», отказался предоставлять журналу своё фото, на вручение премии «Антибукер» не пришёл. В интервью утверждал, что «никогда не присутствовал внутри профессионального писательского сообщества, потому что имел другую профессию», однако его отец это опровергал. По его словам, Бакин был знаком с Г. Гарсиа Маркесом и его женой, общался с Е. А. Евтушенко, Т. Н. Толстой, Е. Б. Рейном, М. И. Синельниковым, Г. В. Пряхиным, Ю. Д. Поройковым и другими.
В 2015 году скончался после тяжёлой продолжительной болезни. Похоронен в закрытом колумбарии Ваганьковского кладбища.

### Семья
- Жена — Маргарита[2].
  - Сын — Александр Дмитриевич (род. 1991).
  - Дочь — Дарья Дмитриевна (род. 2003).

## Творчество
Будучи сыном известного писателя, взял псевдоним из принципиальных соображений.
Отмечал влияние на себя Р. Музиля и М. А. Астуриаса, И. А. Бунина и У. Фолкнера, Т. Вулфа и Ю. П. Казакова, А. де Сент-Экзюпери и Г. Гарсиа Маркеса, А. П. Платонова (в более ранней беседе Бакин говорил, что творчество Платонова открыл, уже написав все тексты сборника «Страна происхождения») и А. Камю, К. Гамсуна и Г. Меллвила, Ф. М. Достоевского. Писал, слушая композиции Г. Пёрселла.
Критики также усматривали влияние на Бакина творчества Фолкнера, Платонова и Камю, а также М. Кундеры.
В его первый сборник, «Цепь», вошли рассказы «Листья», «Цепь» и «Страна происхождения». Во второй, «Страна происхождения», — рассказы «Листья», «Землемер», «Оружие», «Страна происхождения», «Корень и цель», «Про падение пропадом», «Лагофтальм». Бакин не успел закончить работу над повестью «Френсис Крейг, или Флирт с виселицей» и романом «От смерти к рождению».
Рассказы Бакина активно переводили: «Его первая книга рассказов была издана в Париже в издательстве “Gallimar” и удостоилась масштабной рецензии в “Фигаро”. Затем — книга в Санкт-Петербурге и — в переводах — в Риме, Берлине, Лондоне. Отдельные рассказы переиздавались в Израиле и Англии». Этому в значительной степени способствовал Институт перевода, а также заведующий отделом прозы журнала «Огонёк» В. Н. Вигилянский. В частности, именно благодаря ему Бакина издали в «Gallimar» и «Penguin Books».

### Журнальные публикации
- Бакин Д. Г. Про падение пропадом // Октябрь. — 1987. — № 12. — С. 121–128.
- Бакин Д. Г. Лагофтальм // Огонёк. — 1989. — № 12. — С. 22–24.
- Бакин Д. Г. Листья // Октябрь. — 1989. — № 12. — С. 49–63.
- Бакин Д. Г. Цепь // Огонёк. — 1990. — № 26. — С. 12–13.
- Бакин Д. Г. Землемер // Огонёк. — 1992. — № 36/37. — С. 23–26.
- Бакин Д. Г. Стражник лжи // Знамя. — 1996. — № 1. — С. 107–118.
- Бакин Д. Г. Сын дерева // Знамя. — 1998. — № 1. — С. 112–128.
- Бакин Д. Г. От смерти к рождению. Глава из нового романа // Время и место. — 2007. — Вып. 2. Архивировано из оригинала 28 апреля 2008 года.
- Бакин Д. Г. Нельзя остаться // Новый мир. — 2009. — № 1. — С. 105–109.
- Бакин Д. Г. Про падение пропадом // Лиterraтура. — 2017. — 8 апреля.

### Отдельные издания

#### На русском языке
- Бакин Д. Г. Цепь. Рассказы. — Москва: Журнал «Огонёк», 1991. — 46 с. — (Библиотека «Огонёк»).
- Бакин Д. Г. Страна происхождения. — Санкт-Петербург: Лимбус-пресс, 1996. — 151 с. — ISBN 5-8370-0346-0.
- Бакин Д. Г. Про падение пропадом. — Leipzig: ISIA Media Verlag UG, 2016. — 344 с. — ISBN 978-3-00-052272-7.
- Бакин Д. Г. Гонимые жизнью. — Санкт-Петербург: Лимбус-пресс, 2022. — 272 с. — ISBN 978-5-8370-0909-9.

#### На иностранных языках
- Bakin D. Die Wurzeln des Seins (нем.). — Berlin: Verlag Volk & Welt, 2000. — 175 S.[11]
- Bakin D. Reasons for Living (англ.). — London: Granta, 2002. — 150 p. — ISBN 978-1862075269.
- Bakin D. Terra d'origine (итал.) / translator Valerio Piccolo. — Minimum Fax, 2002. — 157 p. — ISBN 978-8887765441.
- Bakin D. Redenen om te leven (нид.). — Vassallucci, 2004. — 143 с. — ISBN 978-9050005135.

## Признание
- 1989 — премия журнала «Огонёк»[12] за рассказ «Лагофтальм».
- 1996 — премия журнала «Знамя» за рассказ «Стражник лжи»[13].
- 1995 — премия «Антибукер» в номинации «Братья Карамазовы» за сборник «Страна происхождения»[14][15].
- 2017 — Бунинская премия за сборник «Про падение пропадом»[16] с формулировкой «За яркий творческий вклад в русскую литературу» (от Попечительского совета премии посмертно)[17][18].